# Eumorphus austerus austerus
Eumorphus austerus austerus es una subespecie de coleóptero de la familia Endomychidae.

## Distribución geográfica
Habita en Vietnam, Birmania y Laos.